# شانزدهمین دوره جشنواره بین‌المللی فیلم زردآلوی طلایی ایروان
شانزدهمین دوره جشنواره بین‌المللی فیلم زردآلوی طلایی ایروان (انگلیسی: 16th Yerevan Golden Apricot International Film Festival) ۷ تا ۱۴ ژوئیه ۲۰۱۹ (۱۶ تا ۲۳ تیر ۱۳۹۸) در ایروان برگزار شد. مراسم افتتاحیه در سالن کارن دمیرچیان (هامالیر) برگزار شد
ده فیلم کوتاه و بلند ایرانی در شانزدهمین جشنواره فیلم زردآلوی طلایی ارمنستان به روی پرده رفت و رضا میرکریمی نیز یکی از داوران بخش رقابتی اصلی این رویداد سینمایی بود. فیلم‌های کوتاه «تاریکی» به کارگردانی سعید جعفریان، «روز برای شب» به کارگردانی کاوه ابراهیم‌پور، «کلاس رانندگی» به کارگردانی مرضیه ریاحی، «بازگشت» به کارگردانی شهریار پورسیدیان، «ذبح» به کارگردانی سامان حسین‌پور و آکو زند کریمی، «خاکستر» به کارگردانی آریان گلصورت و «گنجشک ترانه» به کارگردانی فرزانه امیدوارنیا در بخش مسابقه فیلم کوتاه رقابت خواهند کرد.
- جایزه بهترین فیلم کوتاه - مرضیه ریاحی[۵]

برای نمایش افتتاحیه فیلم کره‌ای «انگل» به کارگردانی بونگ جون هو انتخاب شد. برای امسال بیش از ۷۴۰ فیلم به این جشنواره فرستاده شد که تعدادی از فیلم‌های معتبر که در جشنواره‌های کن، برلین و روتردام به نمایش درآمده بودند، انتخاب شد. در این جشنواره فیلم‌های کوتاه و مستند هم به نمایش در می‌آیند و قرار است در بخش خارج از مسابقه هم فیلم‌هایی اکران شود.
این دوره ۱۱۰ فیلم اکران شد، ولی بخش مسابقه تنها شامل ۱۳ فیلم بود که در بین آنها فیلم شب طولانی، محصول ارمنستان به کارگردانی ادگار باغداساریان هم دیده شد. بهترین فیلم بخش مسابقه در جریان مراسم اختتامیه اعلام شد.
رئیس هیئت داوران این دوره آلکساندر میندادزه بود و در این هیئت نیکولاس وادیمف، رضا میرکریمی، امی هابی، الیزابت کارلسن، پائولو برتولین و نینو کیرتادزه، حضور داشتند.

## برندگان
| رده                                                                            | جایزه | فیلم | کارگردان | کشور |
| ------------------------------------------------------------------------------ | ----- | ---- | -------- | ---- |
| رقابت فیلم بین‌الملل                                                            |       |      |          |      |
| رقابت مستند بین‌الملل                                                           |       |      |          |      |
| رقابت پانورامای سینمای ارمنستان                                                |       |      |          |      |
| Apricot Stone                                                                  |       |      |          |      |
| Parajanov's Thaler – For outstanding artistic contribution into world cinema   |       |      |          |      |
| Parajanov's Thaler – For outstanding contribution into world festival movement |       |      |          |      |
| Special Prize Master                                                           |       |      |          |      |
| جایزه کلیسای حواری ارمنی - "Let There Be Light"                                |       |      |          |      |
| FIPRESCI Jury Award                                                            |       |      |          |      |
| EcumenicalL Jury Award                                                         |       |      |          |      |
| Special Commendation                                                           |       |      |          |      |
| جایزه اتحادیه فیلمسازان ارمنستان                                               |       |      |          |      |
| جایزه هراند ماتئوسیان برای بهترین فیلمنامه در پانارومای سینمای ارمنستان        |       |      |          |      |
| Armen Mazmanian Special Award                                                  |       |      |          |      |